# گذرنامه برای سوئز
گذرنامه برای سوئز (انگلیسی: Passport to Suez) یک فیلم آمریکایی به کارگردانی آندری دی‌تاث است که در سال ۱۹۴۳ منتشر شد.

## بازیگران
- وارن ویلیام
- آن سوج
- اریک بلور
- شلدون لنرد
- لوید بریجز
- گوین مویر